# Чулаївський Яків
Чулаївський Яків або Чулаєвський Яків (1889 р.нар.) — церковний діяч УАПЦ, родом з Київщини.

## Біографія
- єпископ УАПЦ з 1923 р. для Бердичівської, згодом Глухівської церковної округи УАПЦ.

- З 1926 член Всеукраїнського Православної Церковної Ради, в якій завідував церковно-освітнім відділом.

- Заарештований НКВС у 1931 р. і ув'язнений, потім засланий до Сибіру. Подальша його доля невідома.